# 田假
田假（？—前205年），齐襄王的儿子，齊王建的弟弟。秦末軍事人物，原田齐公族，秦末民變時的六國群雄之一。
秦二世二年（前208年）六月，秦將章邯擊殺齐王田儋於臨濟，齊人乃立田假為王，田儋的从弟田榮起兵驅逐田假，田假逃亡楚国。
田榮立田儋的儿子田巿为齐王，要求楚国交出田假，楚国不理，所以田荣不随项羽入关。项羽分封十八路诸侯，也不封田荣，田荣因此起兵反抗项羽。
汉王二年（前205年）二月，田榮败死后，项羽再立田假为齐王，三月，田假被田榮的弟弟田横击败，再投楚国，被项羽所杀。